# Polilio
Polillo é um município de  terceira classe de renda municipal (d) na província Quezon, nas Filipinas. De acordo com o censo de 1 de maio  de  2020 possui uma população de 31 908 pessoas e 7 939 domicílios.